# Падение Пальмиры (2015)
Паде́ние Пальми́ры — эпизод сирийского конфликта, в ходе которого боевиками из террористической группировки «Исламское государство» (ИГ) был захвачен округ Тадмор и его административный центр — город Пальмира, древние развалины которого — один из шести объектов Всемирного наследия ЮНЕСКО в Сирии. Бои за город между правительственными силами Башара Асада и исламистами велись в течение недели — с 13 по 23 мая 2015 года. В результате под контроль террористов перешли город и прилегающие к нему районы, а захваченная ИГ территория в Сирии увеличилась почти вдвое.

## Наступление террористов
За день до нападения террористов правительственная армия перебросила часть своих сил в провинцию Идлиб, где уже вовсю шли боевые действия с боевиками «Исламского государства». Этим и решили воспользоваться террористы — 13 мая боевики развернули масштабное наступление на позиции сирийских военных сразу по двум направлениям. Целью исламистов является захват самой Пальмиры, а также ряда военных объектов, в частности оружейных складов, находящихся вблизи города. Первое нападение боевики совершили на городок Эс-Сухне, что к северо-востоку от Пальмиры. Под их контроль перешёл КПП, расположенный на въезде в город с северной стороны. Отрядам вооружённых исламистов противостояли в основном проправительственные формирования. Боевые действия шли прямо на улицах города, в том числе возле штаб-квартиры ПАСВ и национального госпиталя. Столь стремительное наступление террористов вызвало панику среди городского населения. Более того, под угрозой разрушения оказались и местные памятники архитектуры, внесённые в список всемирного наследия ЮНЕСКО. В конечном итоге исламисты выбили правительственные силы из города. Эс-Сухне перешёл под контроль террористов, давая им контроль над стратегически важной магистралью, соединяющей Хомс с провинцией Дейр-эз-Зор на северо-востоке.
Первый день боёв завершился с большими потерями для обеих сторон: потери со стороны силовиков составили 70 человек, потери со стороны террористов — 40. В этот же день погиб и полевой командир боевиков, организовавший наступление на Пальмиру.
В этот же день террористы попытались прорваться в восточные районы Пальмиры, однако быстро оказались выбиты оттуда правительственными войсками. Ночью того же дня восточная линия фронта проходила через деревню Аль-Басатээн. В течение дня боевики ИГ прорывались к зданию городской тюрьмы и аэропорту, попутно пытаясь захватить тяжёлое вооружение с авиабазы. По данным сирийских силовиков, на тот момент боевики ИГ находились в километре от Амирии, под их контролем уже находился Эс-Сухне, однако военные ещё действовали на окраинах города.

### Падение города
Правительственные войска и национальные силы обороны при поддержке сирийских ВВС начали наступление в направлении Пальмиры и 9 июля находились не менее чем в четырёх километрах от города. Дальнейшее наступление военных оказалось весьма успешным — несмотря на незначительные потери в живой силе и технике, им всё же удалось занять ряд ключевых позиций в окрестностях Пальмиры.

## Военные преступления
В ходе наступления боевики ИГ неоднократно учиняли расправы как над сирийскими военнопленными, так и над мирным населением.
После захвата Пальмиры террористы организовали в городе своего рода «комитет по вычищению врагов». Исламисты занимались поиском сторонников режима Асада, а также выживших солдат правительственной армии. 22 мая над ними устроили показательную расправу прямо на улицах города — жертвами террористов стало 150—280 человек. По данным Сирийский центр мониторинга за соблюдением прав человека (СЦМПЧ) число убитых составило 168 человек, а ещё 600 человек взято в плен. Государственное телевидение Сирии называло оценку в 400 человек. Проправительственная газета Аль-Ватан сообщала, что по состоянию на 25 мая террористы убили 450 человек. Солдаты правительственной армии сообщали, что стали очевидцами казни 19-летней дочери генерала.
В июне боевики приступили к разрушению памятников (см. Пальмира#Война в Сирии).
18 августа был публично обезглавлен археолог Халид Асаад, один из главных исследователей Пальмиры.